# Bevil Oaks
Bevil Oaks é uma cidade localizada no estado norte-americano de Texas, no Condado de Jefferson.

## Demografia
Segundo o censo norte-americano de 2000, a sua população era de 1346 habitantes. 
Em 2006, foi estimada uma população de 1255, um decréscimo de 91 (-6.8%).

## Geografia
De acordo com o United States Census Bureau tem uma área de 
5,4 km², dos quais 5,4 km² cobertos por terra e 0,0 km² cobertos por água.

## Localidades na vizinhança
O diagrama seguinte representa as localidades num raio de 16 km ao redor de Bevil Oaks. 